# Museo diocesano San Giovanni
Il Museo diocesano di Asti, è uno spazio museale, aperto al pubblico nell'anno 2010 con l'intento di conservare il patrimonio artistico della diocesi astigiana. Situato nell'aula dell'ex chiesa di San Giovanni, nel più ampio complesso della Cattedrale di Santa Maria Assunta, il museo è ancora in fase di completamento. Gli spazi espositivi vengono utilizzati periodicamente per mostre temporanee.

## Storia

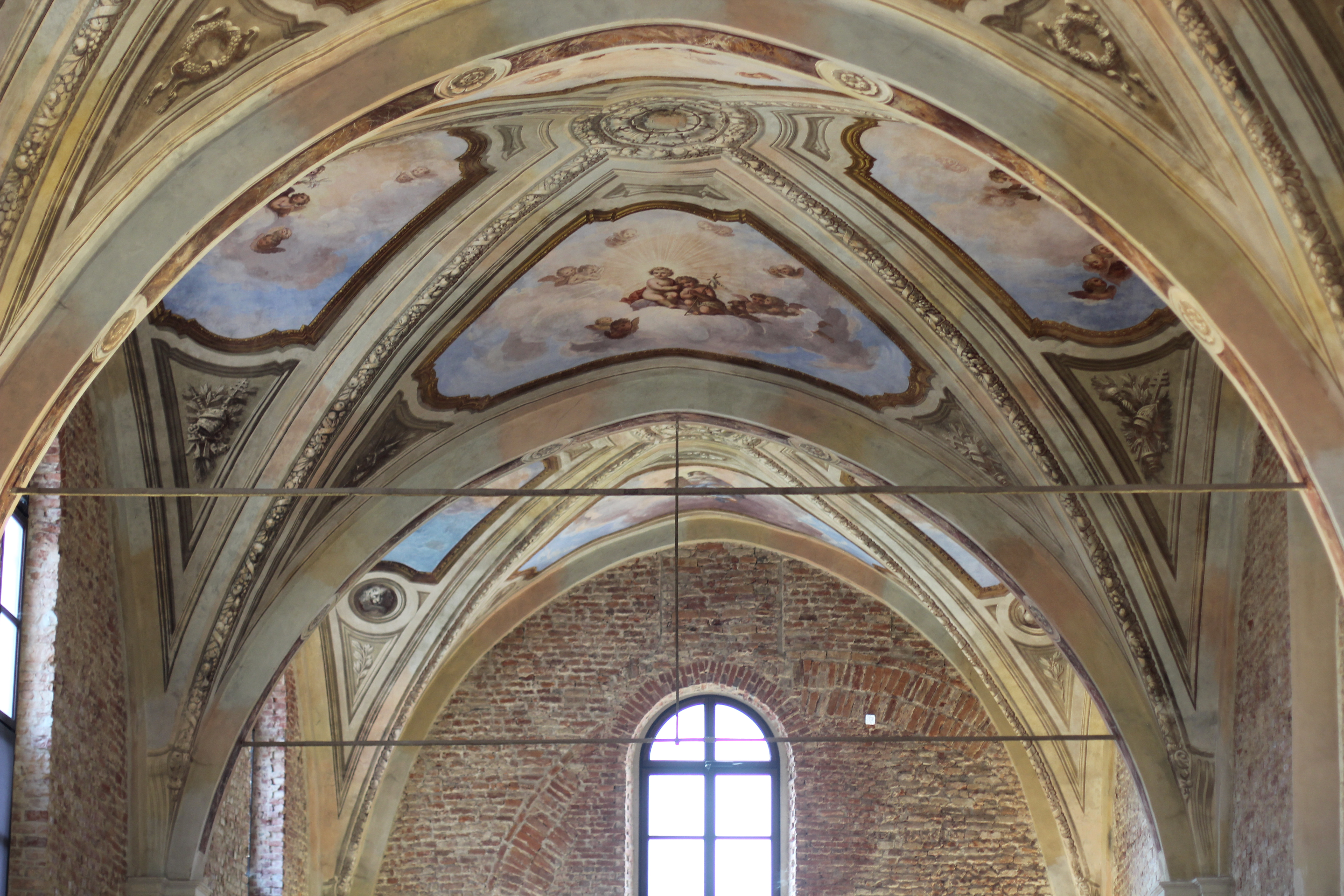
Interno del museo

Originariamente, siamo agli inizi degli anni '90, l'idea di un Museo Diocesano in Asti nacque dalla necessità di trovare ricovero ai tesori della Cattedrale, ovvero a tutti i reperti lapidari, i paramenti sacri e gli oggetti liturgici, appartenenti al complesso della Cattedrale di Santa Maria Assunta. Iniziati i lavori, questi ultimi videro un'interruzione a causa della mancanza di fondi. Questa, tuttavia, divenne la base di partenza per la strutturazione dell'attuale progetto, che a partire dal 2001 venne ripensato non solo per recuperare gli spazi dei Chiostri dei Canonici, ma anche per rivalutare l'area compresa tra la Chiesa di San Giovanni e la Cattedrale. Proprio durante gli scavi di questo spazio sono emersi numerosi reperti archeologici e ritrovamenti di strutture medioevali, attualmente protetti dalla copertura degli spazi ipogei. Al momento i lavori sono interrotti, in attesa dei contributi necessari a rendere il Museo Diocesano, con la chiesa e la cripta di San Giovanni un polo museale sempre più "diffuso".

## Opere

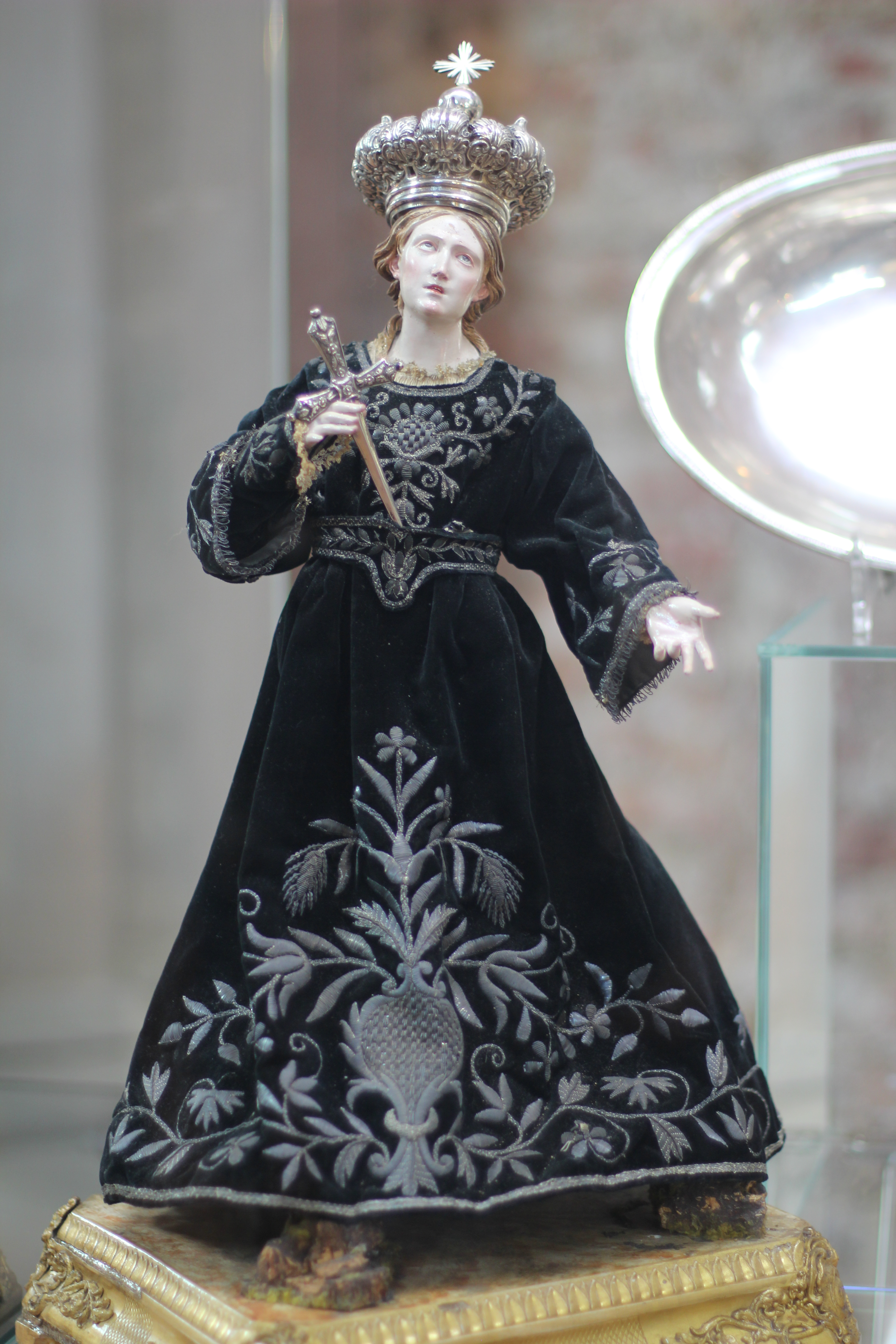
Madonna Addolorata XVII sec.

Le opere esposte provengono dalla Cattedrale di Asti, dalla Collegiata di San Secondo e dalle altre chiese della Diocesi che hanno scelto questo spazio espositivo per conservare i loro oggetti liturgici di pregio.

### Oggetti liturgici
- Calici in metallo o argento fuso, cesellati e dorati degli inizi del XVII sec.
- Ostensorio: orefice Martediganus de Filipis, due lamine d'argento traforate e sovrapposte, firmato e datato 1457
- Ostensorio: bottega astigiana, argento fuso, sbalzato, cesellato, (ante 1683)
- Ostensorio: Giovanni Tommaso Groppa, argento fuso, sbalzato, cesellato e dorato, 1707
- Reliquiario della santa croce: croce in lamina di argento di origine bizantina, smalti veneziani medioevali, basamento e girali in argento di orafo astigiano sec. XVIII
- Reliquiario di S.Bruno d'Asti, argento sbalzato e cesellato, secolo XVIII
- Croce processionale: Giovanni Antonio Feta (Cremona, attivo prima metà del sec. XVI). Argento fuso, sbalzato, cesellato e dorato, metallo dorato, 1505 (cm 100 x 56 x 16,5)

### Il coro ligneo di Baldino di Surso

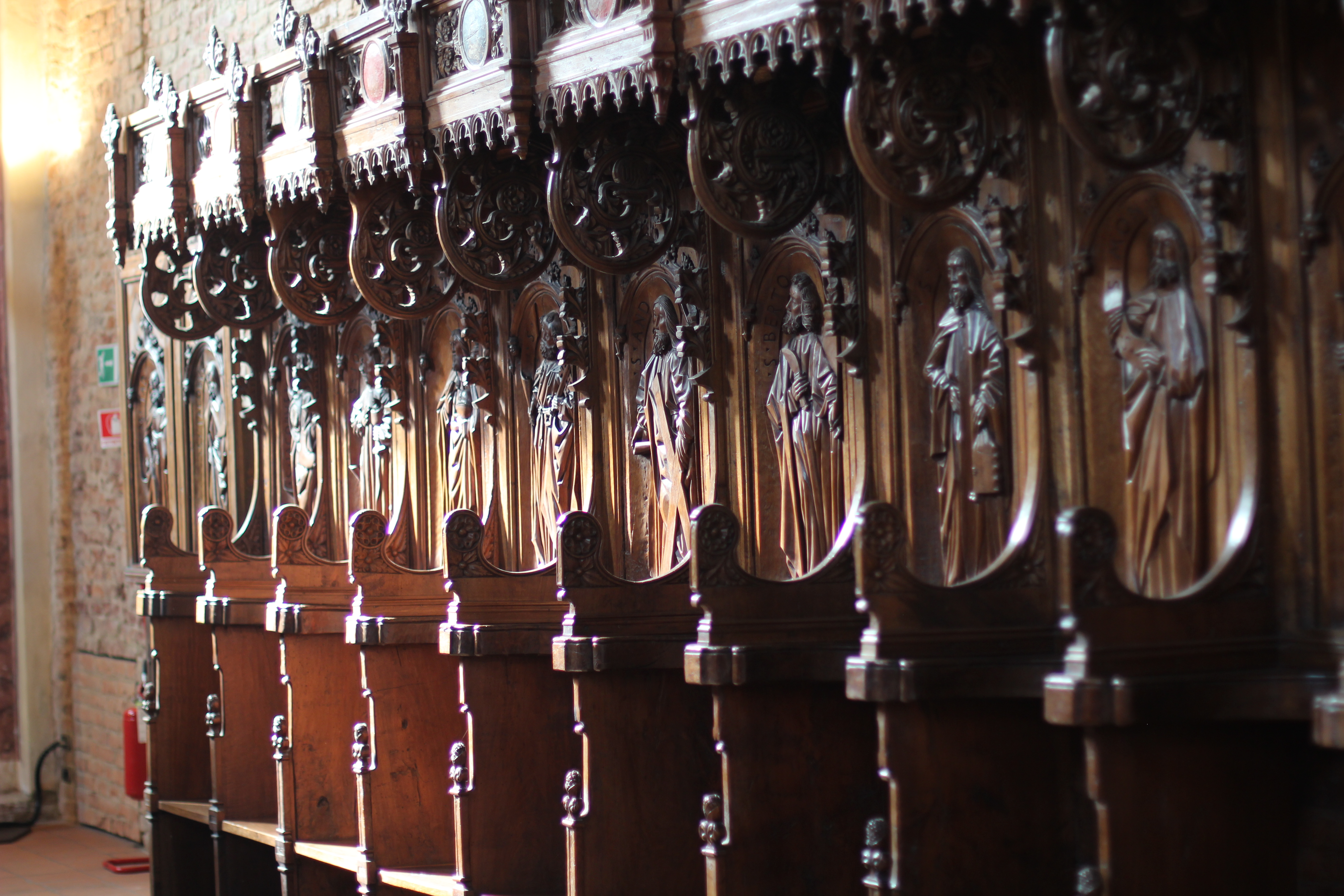
Coro ligneo del XV sec.

Collocato in origine nel presbiterio del Duomo di Asti, il coro datato 1477, è oggi conservato in una versione rimaneggiata, con 21 seggi completi e 7 dossali scolpiti, rispetto all'originale che possedeva due ordini di sedili composti rispettivamente di 36 e 26 seggi (come da Capitolo del Duomo). Numerosi sono stati gli spostamenti di questo prezioso arredo: dal Duomo di Asti venne trasferito nella Chiesa di San Giovanni, nel 1767. In seguito nel 1939 dopo essere stato esposto a Torino in occasione di una mostra sul gotico piemontese, a partire dagli anni '50 venne conservato nella Pinacoteca civica astigiana, per ritornare definitivamente in San Giovanni. L'opera è attribuita a Baldino da Surso, grazie alla firma dello stesso autore rinvenuta su una fiancata del coro, all'interno di una scritta latina ("1477 giorno 20 del mese di ottobre quest'opera fatta da  Baldino Da Surso di Pavia"). Lo scultore di origine pavese realizzò nella sua bottega le figure dei santi presenti sui dossali, intagliandole in uno stile tardo gotico, tipico dei manufatti lignei della seconda metà del '400, epoca di transizione verso il Rinascimento. Alla sinistra del Vescovo sono rappresentati i quattro evangelisti, mentre alla destra i quattro dottori della chiesa: Sant'Agostino, San Girolamo, San Gregorio Magno e Sant'Ambrogio (seggio andato perduto). Alcune figure, tuttavia, mostrano differenze visibili nello stile della realizzazione delle vesti, e vengono pertanto attribuite ad un suo allievo probabilmente di origine nordica (di area svizzero-tedesca). Un solo seggio è diverso dagli altri, quello di San Rocco, venduto nel '700 e recuperato e restaurato soltanto di recente dopo il suo ritrovamento in un mercato d'antiquariato a Torino. Oggi si presenta, a causa di numerose trasformazioni, rimontato su di una struttura in parte non originale.

### Dipinti

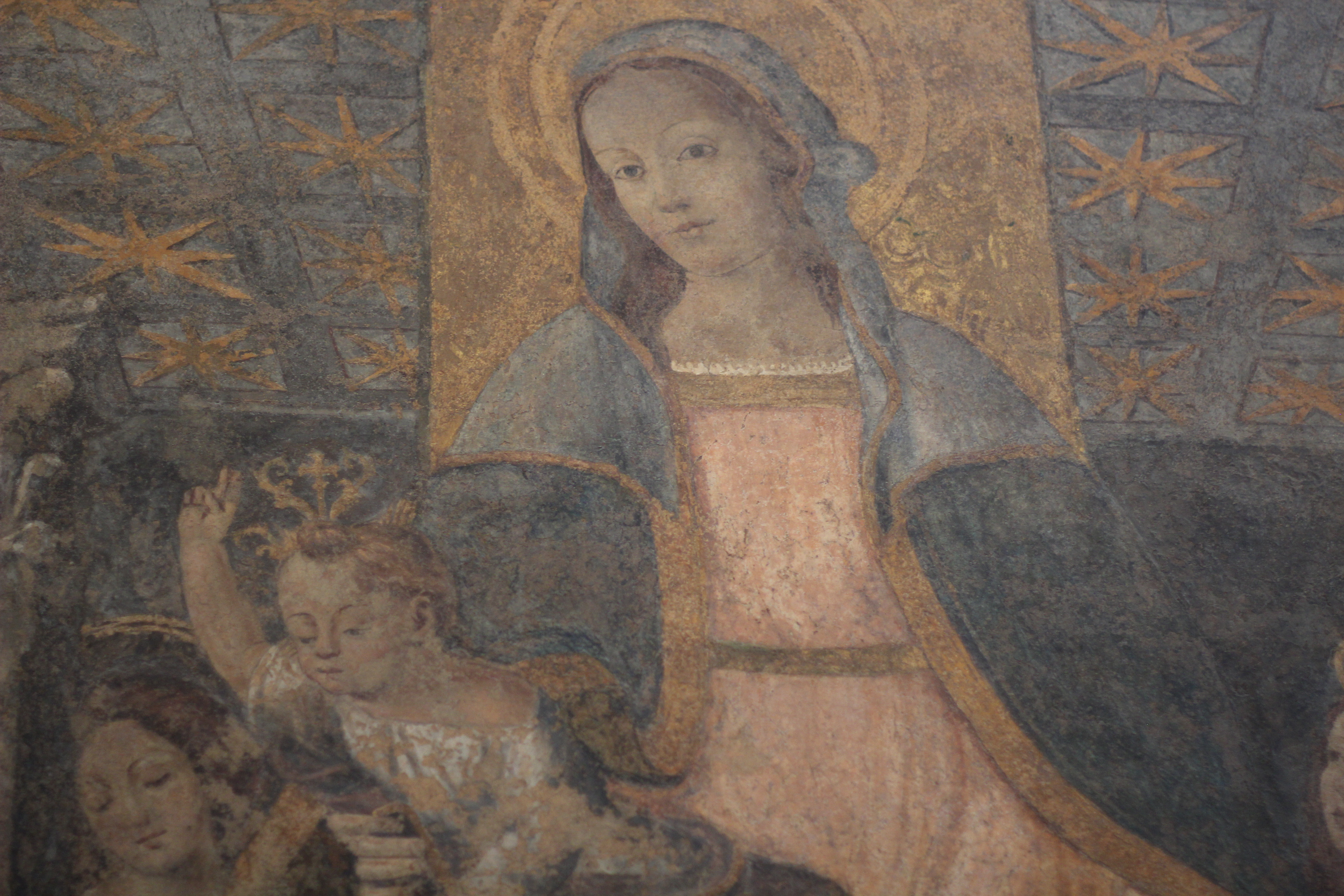
Madonna del Baldacchino, sec. XV

- Madonna della Barca: affresco, seconda metà del quattrocento, attribuito a Gandolfino da Roreto (Asti, dopo 1470)
- Madonna del Baldacchino: affresco strappato, fine del quattrocento/inizio cinquecento, provenienza: Cattedrale di Asti, fronte sud della sacrestia, attribuito a Gandolfino da Roreto

### Sculture lignee
- Santa Coronata: legno intagliato e dipinto, Maestro della Santa di Vascagliana, San Damiano d'Asti,  1310 – 1320
- Madonna Addolorata: scultura in legno rivestita di tessuto ricamato con fili d'argento, ambito napoletano, sec. XVII
- Cristo alla colonna: legno scolpito e dipinto, Asti Chiesa di San Rocco, Carlo Giuseppe Plura (terzo decennio del XVII sec.)

### Sculture e lapidi tombali

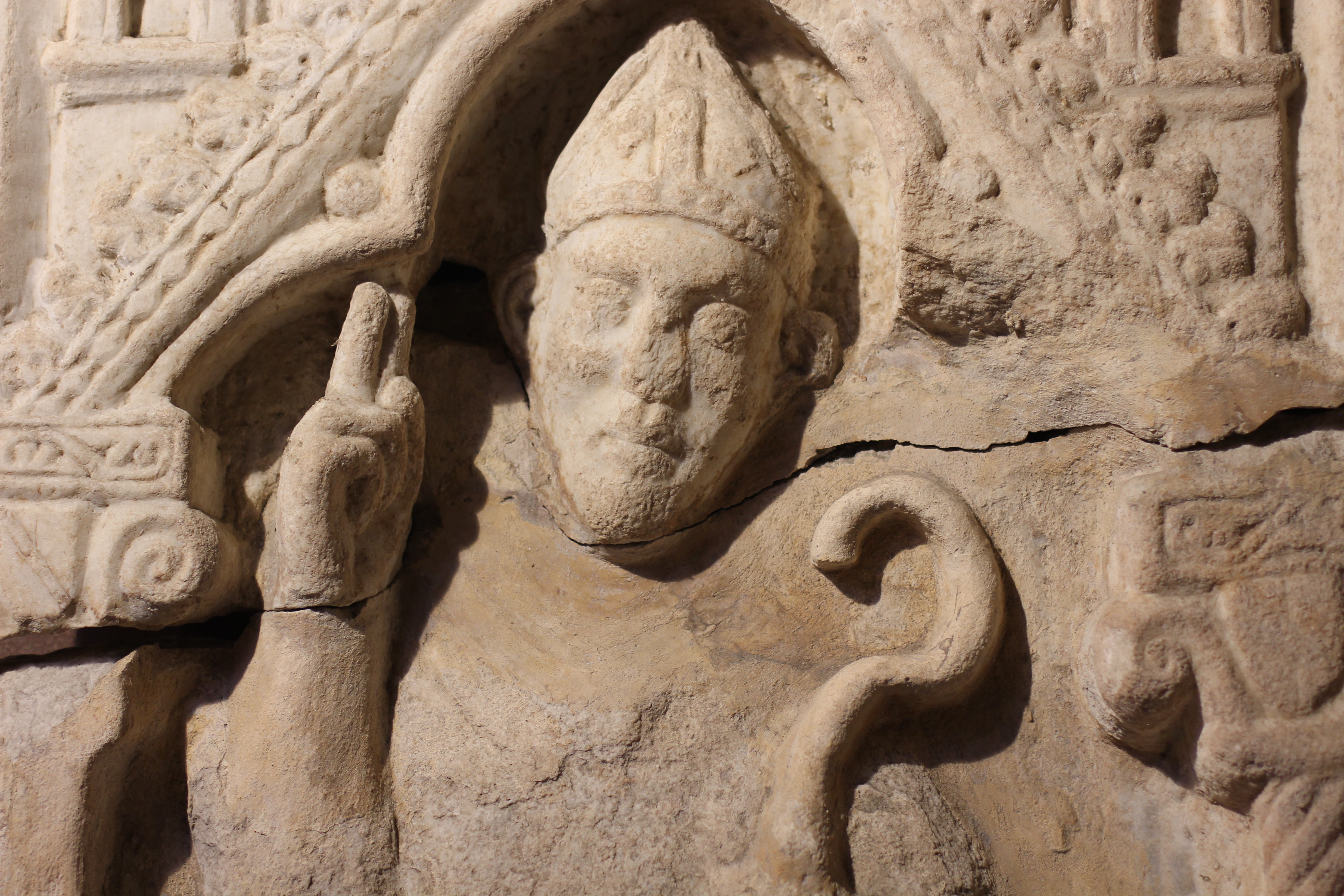
Lapide tombale del XIV sec. Vescovo Arnoldo De Rosette

- Pellicano che nutre la figliolanza con il suo sangue, simbolo del sacrificio supremo di cristo, fine sec. XVI
- Stemma del Vescovo Innocenzo Milliavacca, inizio sec. XVIII
- Lapide tombale del Vescovo Arnaldo De Rosette, scultore piemontese, marmo bianco scolpito, 1348 (cm 135 x 60)
- Lapide tombale Famiglia de Gentis, marmo bianco scolpito, 1472
- Lapide tombale del Conte Facelli di Cortandone e Monale, marmo bianco inciso, sec. XVII
- Lapide tombale Famiglia Tomati, marmo bianco venato inciso, 1736

### La cripta
La cripta paleocristiana dell'VIII secolo è la parte più bassa e antica della chiesa di San Giovanni, collegata all'aula attraverso la navata sud ipogea. Nella cripta, delle quattro colonne presenti, tre sono in porfido rosso egiziano provenienti da una casa romana di Asti. Le colonne, che dividono lo spazio interno in sei campate, presentano due tipi di capitelli, in marmo e in arenaria di diversa provenienza su cui sono rappresentate immagini cristiane, figure antropomorfe e disegni di foglie. Si suppone che nei dintorni delle mura della cripta ci fossero altre due colonne, di cui oggi non si ha traccia.

### La statua di San Giovanni Battista

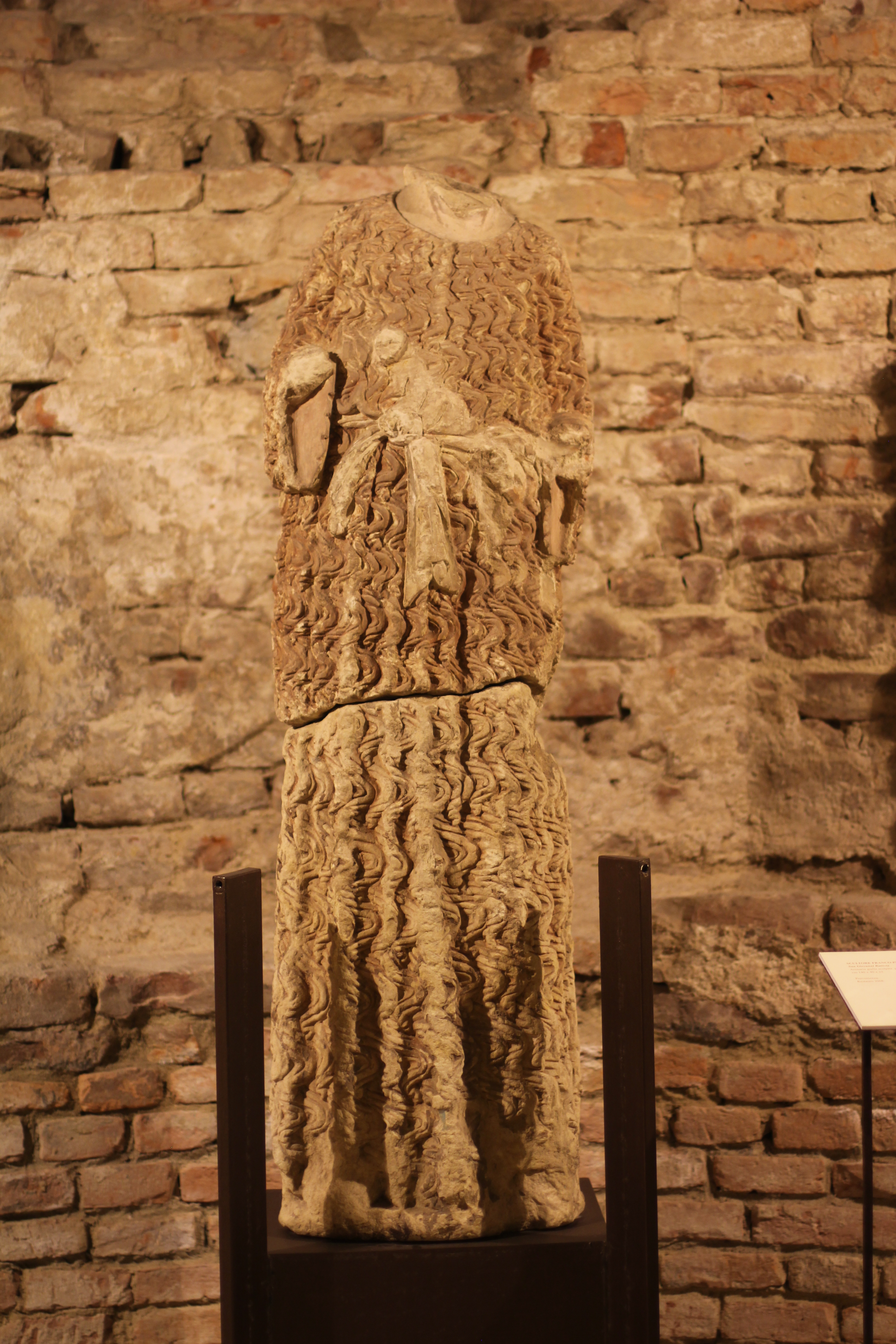
San Giovanni Battista, inizi sec. XIV

La statua degli inizi del XIV secolo, acefala, quindi involontariamente decollata è conservata all'interno della cripta ed ha una storia insolita. La scultura si compone di due parti, una più consumata dell'altra. Uno dei frammenti, infatti, era disposto all'aria aperta e si pensava si trattasse di una Maddalena, rappresentata con i capelli fino ai piedi. Quando gli scavi del Museo Diocesano portarono alla luce il secondo frammento si capì che non si trattava della Maddalena ma bensì di un San Giovanni Battista, perché il Vangelo lo descrive  vestito da pelli di cammello. Tra le pieghe della cintura fissata con un nodo vistoso, è racchiuso un piccolo agnello, leggibile, sebbene molto abraso. Il lato posteriore della statua non è stato completato molto probabilmente perché in origine venne appoggiata in una nicchia o addossata ad una parete. La statua aveva colori molti sgargianti che vennero applicati subito dopo la lavorazione della pietra, un'arenaria gialla locale. Tuttavia, la policromia a base di terre e leganti naturali, proprio per la sua fragilità è quasi del tutto scomparsa.

## Galleria d'immagini

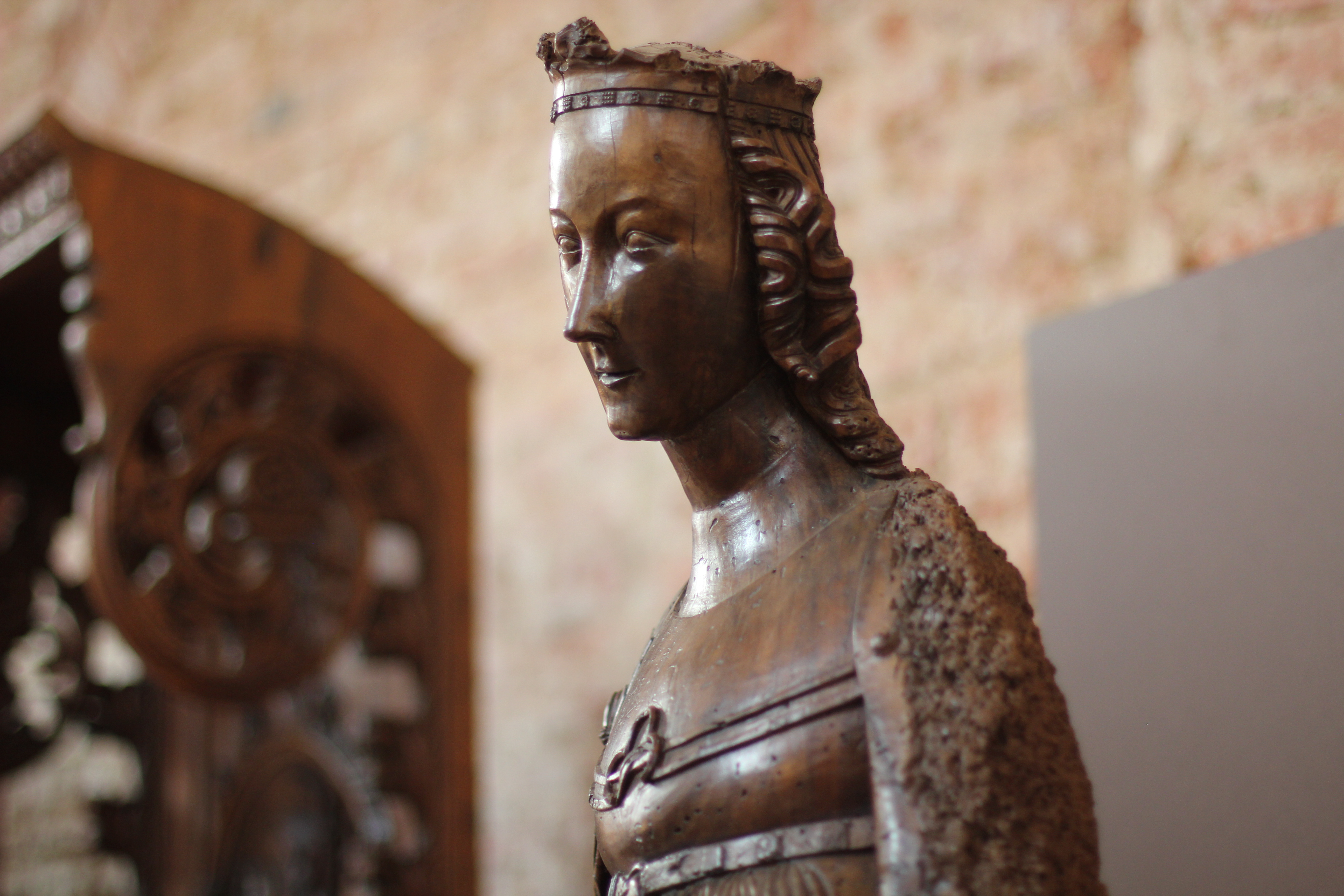
Regina o Santa Coronata, XIV sec.
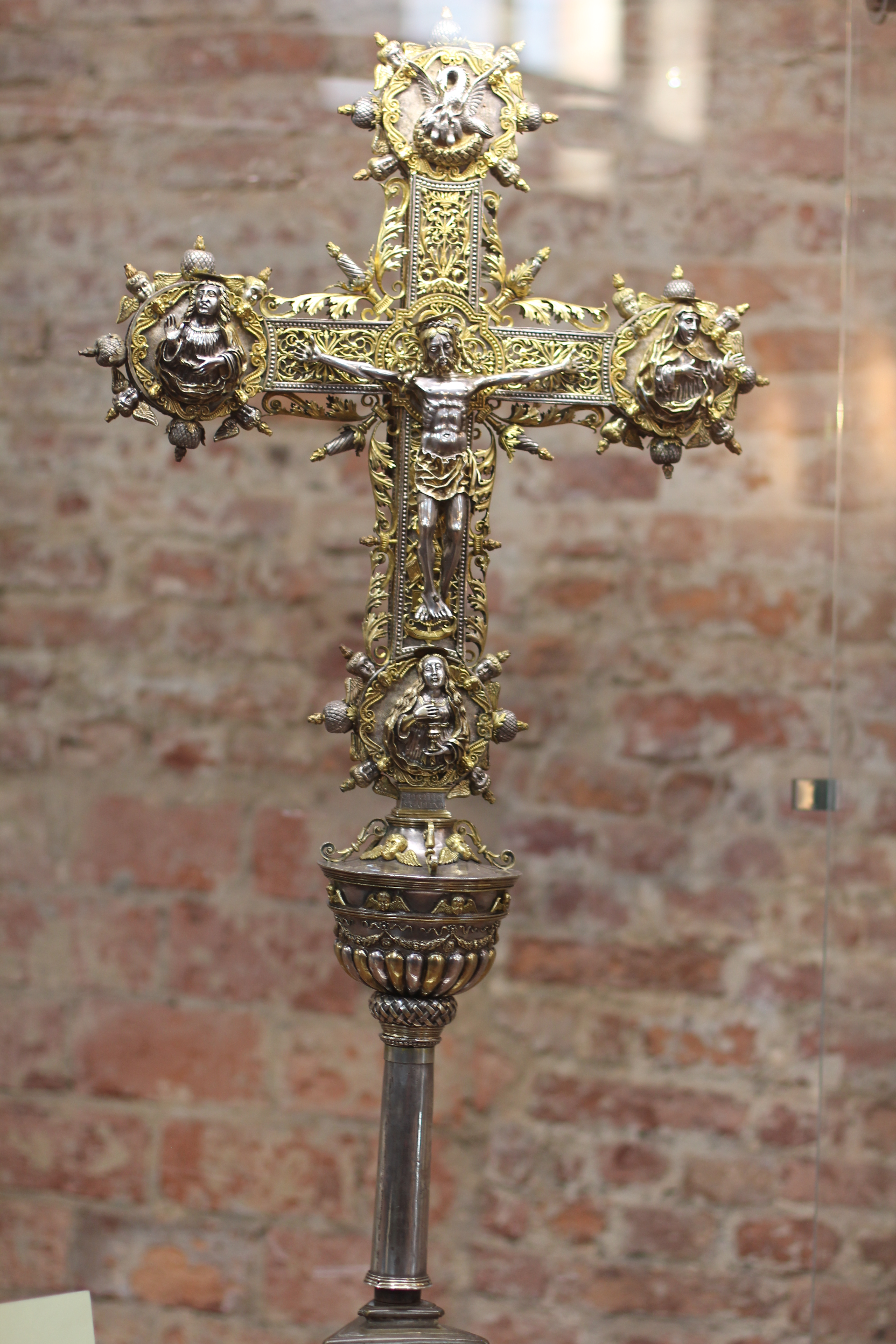
Croce processionale, inizi XVI sec.
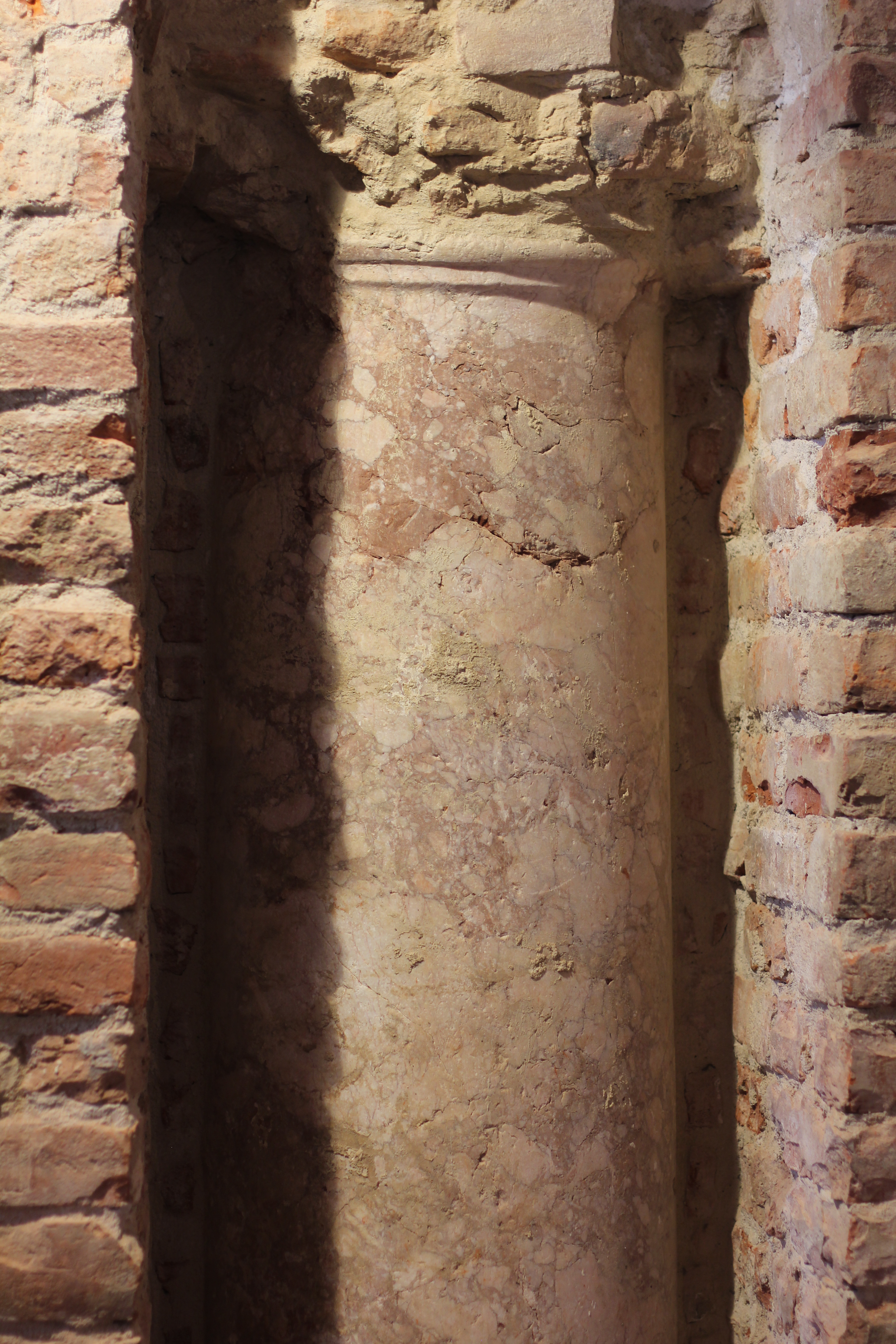
Colonna Romana